# Среднощна среща
„Среднощна среща“ е български игрален филм (драма) от 1963 година на режисьора Никола Минчев, по сценарий на Павел Вежинов. Оператор е Емил Рашев. Музиката във филма е композирана от Емил Георгиев.
Филмът е заснет през 1957 година, но цензурата го спира и след многочислени художествени съвети, скандали и изрязани сцени е прожектиран за кратко в по-крайни киносалони.

## Сюжет
След демобилизацията младият офицер Ивайло се връща в родното си село и се заема с ръководството на стопанството. В селото пристига по разпределение агрономът Боян. Той не се интересува от работата си тук и непрекъснато прави планове за връщане в столицата. Това не му пречи да ухажва младата лекарка Ана. В нея е влюбен и Ивайло. Неочаквано от София пристига приятелката на Боян.

## Актьорски състав
- Невена Коканова – Ана
- Иван Комитов – Боян
- Любомир Димитров – Ивайло
- Никола Попов – Торлаков
- Георги Геров – Чучулана
- Иван Братанов
- Мария Шопова
- Донка Чакова
- Радка Джунлиева
- Лиляна Бочева
- Пенка Василева
- Кунка Баева
- Йордан Адамов
- Борислав Иванов
- Георги Асенов
- Георги Банчев